# Liste von Villen, Mietvillen und Landhäusern in Radebeul-Ost

Villa Kolbe 1897

Die Liste von Villen, Mietvillen und Landhäusern in Radebeul-Ost gibt eine Übersicht über Wohngebäude im Ostteil der sächsischen Stadt Radebeul, die entweder unter Denkmalschutz stehen oder standen oder die durch historische Erwähnung in vergangenen Jahrhunderten auf dem Gebiet der Lößnitz auch heute noch eine Rezeption finden. Dabei werden Landhäuser, Villen und Mietvillen zusammengefasst, da deren genaue Trennung häufig nicht möglich ist. Es handelt sich in jedem Fall um freistehende Gebäude mit Gartenflächen, jedoch existieren zahllose Übergangsformen wie villenartige Landhäuser oder landhausartige Villen, zu Mietvillen umgebaute Villen oder in jüngster Zeit zu einem Einfamilienhaus rückgewandelte, aus einem Landhaus zu einer Mietvilla umgebaute Häuser.
Die Villen, Mietvillen und Landhäuser in Radebeul-West finden sich in der entsprechenden Liste zu Radebeul-West.
Der Zeitraum der Liste hat seinen Schwerpunkt in den Jahren von etwa 1860 bis zum Beginn des Ersten Weltkriegs 1914, in diesem Zeitraum, der Hochzeit der Bevölkerungsentwicklung der Lößnitzgemeinden, wurde hauptsächlich historisierend gebaut. Zu Beginn des Zeitraums finden sich eine Reihe von spätklassizistischen Gebäuden, und zu Beginn des 20. Jahrhunderts wandte sich die Radebeuler Architektur der Reformbaukunst zu.
Maßgeblich geprägt wurde die Radebeuler Villenlandschaft, die sich nördlich der Haupteisenbahnstrecke befindet, durch die Lößnitzbaumeister Gebrüder Ziller. Darüber hinaus finden sich zahlreiche Werke von Baumeistern aus der Dresdner Semper-Nicolai-Schule, die mit ihren eigenen Bauunternehmungen selbst ihre Werke errichten konnten wie die Mitglieder der Baumeisterfamilie Große, Eisold, die Gebrüder Kießling oder auch Adolf Neumann. Daneben gab es zahlreiche Architekten, die für ihre Kundschaft in der Lößnitz Häuser entwarfen und bauen ließen wie Carl Käfer, Oswald Haenel oder Oskar Menzel.

## Legende
Die in der Tabelle verwendeten Spalten listen die im Folgenden erläuterten Informationen auf:
- Name, Bezeichnung: Bezeichnung des einzelnen Objekts.
- Adresse, Koordinaten: Heutige Straßenadresse, Lagekoordinaten.

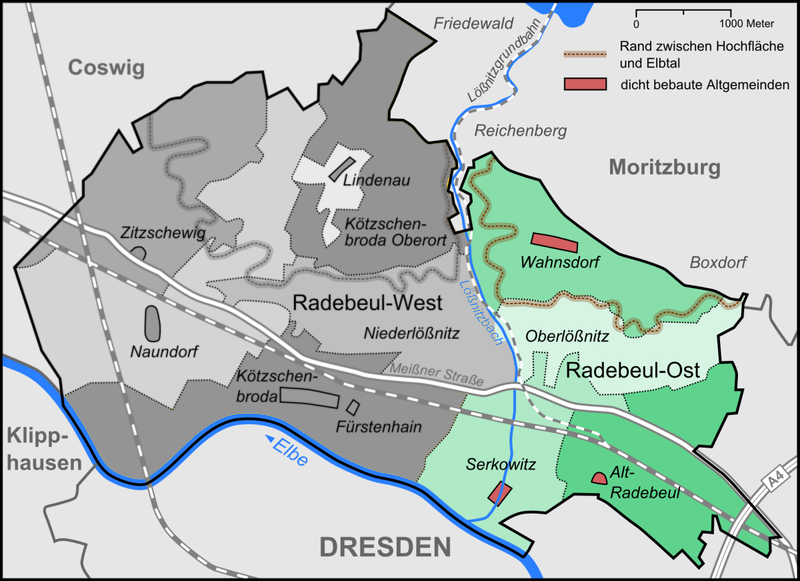
Übersicht über die Lage der Radebeuler Stadtteile

- Stadtteil: Radebeuler Stadtteil, so wie in der hiesigen Karte dargestellt.
  - OBL: Oberlößnitz
  - RAD: Alt-Radebeul
  - SER: Serkowitz
  - WAH: Wahnsdorf
- Datum: Besondere Baujahre, so weit bekannt oder ableitbar, teilweise auch Datum der Ersterwähnung der Liegenschaft.
- Baumeister, Architekten: Baumeister, Architekten und weitere Kunstschaffende.
- Art des Kulturdenkmals, Bemerkung: Nähere Erläuterung über den Denkmalstatus, Umfang der Liegenschaft und ihre Besonderheiten. Erwähnung im Dehio[1]
  - Kürzelverzeichnis:[2]
  - ED: Das Objekt ist ein Einzeldenkmal.
  - SG: Das Objekt ist Teil einer denkmalpflegerischen Sachgesamtheit.
  - WLG: Das Objekt ist ein Werk der Landschafts- und Gartengestaltung.
  - DNA: Das Objekt ist eine denkmalpflegerische Nebenanlage.
- Bild: Foto des Hauptobjekts.

## Villen, Mietvillen und Landhäuser
| Name, Bezeichnung                                   | Adresse, Koordinaten                               | Stadtteil | Datum                           | Baumeister, Architekten                                                                  | Art des Kulturdenkmals, Bemerkung | Bild                                                                           |
| --------------------------------------------------- | -------------------------------------------------- | --------- | ------------------------------- | ---------------------------------------------------------------------------------------- | --- | ------------------------------------------------------------------------------ |
| Villa Friedrich Wilhelm Sorge, Talmühle             | Altserkowitz 13 (Lage)                             | SER       | 1872                            |                                                                                          | Kein Denkmalschutz. Grundstück der ehemaligen Talmühle (1337 erwähnt, erste Wassermühle am Lößnitzbach). 1872 abgebrochen und durch Villa ersetzt, in der sich von 1895 bis 1945 eine Gaststätte befand. | Villa Friedrich Wilhelm Sorge                                                  |
| Villa Hermann Henke                                 | Am Goldenen Wagen 12 (Lage)                        | OBL       | 1912/13                         | F. W. Eisold                                                                             | ED. Villa, mit Mauer? und Eckpavillon? | Villa Hermann Henke                                                            |
| Landhaus Anna Weise                                 | Am Goldenen Wagen 14 (Lage)                        | OBL       | 1912/13                         | Ferdinand Severitt                                                                       | ED. Wohnhaus mit Einfriedung | Landhaus Anna Weise                                                            |
| Berghäus’l                                          | Am Goldenen Wagen 16 (Lage)                        | OBL       | 1912                            | Richard Gebler                                                                           | ED. Wohnhaus (Holzhaus) mit Einfriedung | Berghäus’l                                                                     |
| Landhaus An der Jägermühle 9                        | An der Jägermühle 9 (Lage)                         | OBL       | Mitte 19. Jh., 1931, 1938       | Max Czopka (Anbau)                                                                       | ED. Wohnhaus, mit Einfriedung?, mit Wohnanbau (Nr. 11) | Wohnanbau An der Jägermühle 11                                                 |
| Mietvilla August-Bebel-Straße 5                     | August-Bebel-Straße 5 (Lage)                       | RAD       | 1902/03                         | Carl Käfer                                                                               | ED. Mietvilla mit originaler Ausstattung | Mietvilla August-Bebel-Straße 5                                                |
| Villa Gustav Röder                                  | August-Bebel-Straße 23 (Lage)                      | RAD       | 1896/97, um 1925, 1936, 1939/40 | Gustav Röder, Max Czopka (Modernisierung, Blockhaus)                                     | ED WLG. Villa mit Garten und Einfriedung und Blockhütte. Bewohner: Gustav Röder, Euchar Albrecht Schmid, Lothar Schmid | Villa Gustav Röder                                                             |
| Mietvilla August-Bebel-Straße 27                    | August-Bebel-Straße 27 (Lage)                      | RAD       | 1905                            | Heinrich Findeisen                                                                       | ED. Landhausartige Mietvilla | Mietvilla August-Bebel-Straße 27                                               |
| Villa „Sibi et Amicis“, Johannishof                 | Augustusweg 1 (Lage)                               | SER       | um 1870, 1914                   | Gebrüder Ziller                                                                          | ED. Villa mit Nebengebäude und Einfriedung? | Villa „Sibi et Amicis“                                                         |
| Villa Gustav Ziller                                 | Augustusweg 3 (Lage)                               | SER       | 1869                            | Gebrüder Ziller                                                                          | ED. Villa. Bewohner: Gustav Ziller, Otto Ziller, Bernhard Weyrather, Helmut Heinze | Villa Gustav Ziller                                                            |
| Landhaus Christian Gottlieb Ziller                  | Augustusweg 4 (Lage)                               | OBL       | 1834                            | Christian Gottlieb Ziller                                                                | ED WLG. Villa mit großem Gartengrundstück. Bewohner: Christian Gottlieb Ziller. Geburtshaus der Kinder Ernst Ziller, Moritz Ziller, Gustav Ziller, Paul Ziller | Landhaus Christian Gottlieb Ziller                                             |
| Villa Moritz Ziller, Geschäftslokal Gebrüder Ziller | Augustusweg 5 (Lage)                               | SER       | 1848, 1870                      | Christian Gottlieb Ziller, Gebrüder Ziller                                               | ED. Villa mit Nebengebäude und Einfriedung?. Erwähnung im Dehio. Bewohner: Moritz Ziller | Wohnhaus Moritz Zillers, von der Hoflößnitzstraße aus                          |
| Villa Augustusweg 18                                | Augustusweg 18 (Lage)                              | SER       | 1860/70                         | Gebrüder Ziller                                                                          | ED. Villa. Bewohner: Günter Schmitz | Villa im Augustusweg 18                                                        |
| Villa Augustusweg 22                                | Augustusweg 22 (Lage)                              | SER       | um 1870                         | Gebrüder Ziller                                                                          | ED. Villa | Villa Augustusweg 22                                                           |
| Villa Antonie Henrici                               | Augustusweg 43 (Lage)                              | OBL       | 1898, 1933                      | Gebrüder Ziller, Albert Patitz (Veranda-Aufstockung)                                     | ED. Villa mit Jugendstil-Farbverglasung | Villa Antonie Henrici                                                          |
| Villa Sommer                                        | Augustusweg 44 (Lage)                              | OBL       | 1900                            | Oskar Menzel                                                                             | ED WLG. Villa mit Park und Einfriedung. Erwähnung im Dehio | Villa Sommer                                                                   |
| Villa Paul Aschke                                   | Augustusweg 47 (Lage)                              | OBL       | 1900/01                         | Paul Becher                                                                              | ED. Villa mit Wendelstein (Treppenturm). Besitzer: Paul Aschke | Villa von Paul Aschke                                                          |
| Villa Olga                                          | Augustusweg 51a (Lage)                             | OBL       | 1898/99                         | Carl Käfer                                                                               | ED. Mietvilla, markanter seitlicher Turm, jüngere Einfriedung | Villa Olga                                                                     |
| Villa Augustusweg 67                                | Augustusweg 67 (Lage)                              | OBL       | 1895/96                         | Carl Käfer                                                                               | ED. Mietvilla | Villa Augustusweg 67                                                           |
| Mietvilla Bruno Eymann                              | Augustusweg 71 (Lage)                              | OBL       | 1905                            | Carl Käfer                                                                               | ED. Mietvilla |                                                                                |
| Landhaus Heinrich Mehlig                            | Augustusweg 77 (Lage)                              | OBL       | 1902                            | Oskar Menzel                                                                             | ED. Mietvilla mit Einfriedung |                                                                                |
| Landhaus Kurt Albrecht                              | Augustusweg 82 (Lage)                              | OBL       | 1909–12                         | Gebrüder Ziller (Entwurf Max Steinmetz), Baufirma Ernst Mehlig (restliche Bauausführung) | ED WLG. Mietvilla mit Garten und Einfriedung |                                                                                |
| Villa Karl Otto Hellmund                            | Augustusweg 88 (Lage)                              | OBL       | 1898                            |                                                                                          | ED. Villa mit Weinbergsmauer und Torbogen. An der nach Westen reichenden Mauer steht ein turmähnliches Sommerhaus |                                                                                |
| Haus Windisch                                       | Augustusweg 92 (Lage)                              | OBL       | 1623, 1753, 1901–03             | Oskar Menzel                                                                             | ED. Landhausartig umgebautes Winzerhaus mit größter noch erhaltener Weinpresse (1794) im oberen Elbtal, Einfriedung. Erwähnung im Dehio | Haus Windisch                                                                  |
| Meyer-Villa                                         | Augustusweg 100 (Lage)                             | OBL       | 1956/57                         | Albert Patitz                                                                            | ED WLG. Villa, Terrasse mit Treppenanlage, Gartengestaltung, Zufahrt, Einfriedung, Toranlage, traditioneller gediegener Ausstattung usw., „baugeschichtlich bedeutend, als Fabrikantenvilla des Unternehmers Meyer ortsgeschichtlich von Wert, zudem als seltenes Beispiel einer „DDR Unternehmervilla““. Eigentümer: Gerhard Meyer | Von außen nicht einzusehen                                                     |
| Hagensche Villa                                     | Augustusweg 105 (Lage)                             | OBL       | 1907                            | Oskar Menzel                                                                             | ED. Villa mit Einfriedung | Hagensche Villa                                                                |
| Haus Bilz Hantzsch-Villa                            | Augustusweg 110 (Lage)                             | OBL       | 1844, 1871/72, 1895/96          | Woldemar Hermann, Gebrüder Ziller (Umbau), Gustav Röder (Umbau Scheune)                  | ED WLG. Villa mit Wintergarten, Stall, Scheune, Remise, Torhaus, Weinkeller, Gartenplastik, Brunnenanlage und z. T. terrassiertem Park, darin künstliche Ruine sowie Bastion mit Aussichtsturm und Einfriedung. Erwähnung im Dehio. Bewohner Eduard Bilz                                                                            | Villa Jägerberg                                                                |
| Villa Bennostraße 2                                 | Bennostraße 2 (Lage)                               | SER       | 1864                            | Gebrüder Ziller                                                                          | ED. Villa mit Nebengebäude, Torpfeilern und Einfriedung (Plastik im Garten) | Villa Bennostraße 2                                                            |
| Mietvilla Carl Fuchs                                | Bennostraße 3 (Lage)                               | OBL       | 1901–03                         |                                                                                          | ED. Mietvilla | Mietvilla Carl Fuchs                                                           |
| Haus Leonhardt                                      | Bennostraße 7 (Lage)                               | OBL       | um 1800, 1843, 1904             | Karl Leonhardt                                                                           | ED WLG. Villa mit Nebengebäude, Toranlage und Garten | Haus Leonhardt mit Toranlage                                                   |
| Villa Walter                                        | Bennostraße 23 (Lage)                              | OBL       | 1873/74                         | Gebrüder Ziller                                                                          | ED. Mietshaus | Villa Walter                                                                   |
| Landhaus Anna Zischer                               | Bennostraße 27a (Lage)                             | OBL       | 1873/74 Umbau                   | Gebrüder Ziller                                                                          | ED WLG. Schweizerhaus | Landhaus Anna Zischer                                                          |
| Villa Anna Zischer                                  | Bennostraße 29 (Lage)                              | OBL       | 1873, 1897/98                   | Gebrüder Ziller                                                                          | ED WLG. Villa mit Anbau, Garten und Einfriedung. Radebeuler Bauherrenpreis 2000 | Villa Anna Zischer, von der Weinbergstraße aus                                 |
| Villa Steinbach, Villa Zembsch                      | Bennostraße 41 (Lage)                              | OBL       | 1835                            | Christian Gottlieb Ziller                                                                | ED SG WLG. Villa mit Winzerhaus, Scheune, Weinberg, Park und Stütz- sowie Einfriedungsmauern | Villa Steinbach von Süden                                                      |
| Haus Höhne                                          | Bergblick 2 (Lage)                                 | SER       | 1926                            | Alwin Höhne                                                                              | ED. Villa mit Terrassierung, Brunnenhaus und Einfriedung. Besitzer: Alwin Höhne | Haus Höhne mit Toranlage                                                       |
| Villa Trauteck                                      | Bergblick 3 (Lage)                                 | SER       | 1900–02                         | Gebrüder Ziller                                                                          | ED. Villa | Villa Trauteck                                                                 |
| Villa Margarethe                                    | Clara-Zetkin-Straße 1 (Lage)                       | RAD       | 1896/97, 1919                   | Adolf Neumann, Paul Ziller (Vorbau)                                                      | ED. Mietvilla | Villa Margarethe                                                               |
| Villa Blumberger                                    | Clara-Zetkin-Straße 12 (Lage)                      | RAD       | 1903–05                         | Oskar Menzel                                                                             | ED. Villa | Villa Blumberger                                                               |
| Villa Marie                                         | Clara-Zetkin-Straße 13 (Lage)                      | RAD       | 1902/03                         | Carl Käfer                                                                               | ED. Mietvilla mit Einfriedung |                                                                                |
| Villa Clara-Zetkin-Straße 14                        | Clara-Zetkin-Straße 14 (Lage)                      | RAD       | 1900                            | Oswald Haenel                                                                            | ED. Mietvilla |                                                                                |
| Villa Georg Gebler                                  | Clara-Zetkin-Straße 15 (Lage)                      | RAD       | 1899                            | Oswald Haenel                                                                            | ED. Mietvilla mit Einfriedung |                                                                                |
| Villa Carola                                        | Clara-Zetkin-Straße 20 (Lage)                      | RAD       | 1902/03                         | Carl Käfer                                                                               | ED. Mietvilla | Villa Carola                                                                   |
| Villa Martha                                        | Clara-Zetkin-Straße 22 (Lage)                      | RAD       | 1902/03                         | Carl Käfer                                                                               | ED. Mietvilla | Villa Martha                                                                   |
| Villa Engel                                         | Dr.-Schmincke-Allee 1a (Lage)                      | SER       | 1879                            | Gebrüder Ziller (Entwurf), F. W. Eisold (Bau)                                            | ED. Villa. Bewohner: Ernst Engel | Villa Engel                                                                    |
| Villa Dr.-Schmincke-Allee 2                         | Dr.-Schmincke-Allee 2 (Lage)                       | SER       | 1882                            | F. W. Eisold                                                                             | ED. Mietvilla |                                                                                |
| Villa Dr.-Schmincke-Allee 3                         | Dr.-Schmincke-Allee 3 (Lage)                       | SER       | 1877                            | F. W. Eisold, August Große (Nebengebäude)                                                | ED. Mietvilla | Villa Dr.-Schmincke-Allee 3                                                    |
| Villa Dr.-Schmincke-Allee 4                         | Dr.-Schmincke-Allee 4 (Lage)                       | SER       | 1882–84                         | F. W. Eisold, Carl Käfer (Entwurf Aufstockung)                                           | ED. Mietvilla |                                                                                |
| Villa Friedrich Wilhelm Streil                      | Dr.-Schmincke-Allee 5 (Lage)                       | SER       | 1880/81                         | F. W. Eisold                                                                             | ED. Mietvilla |                                                                                |
| Villa Dr.-Schmincke-Allee 7                         | Dr.-Schmincke-Allee 7 (Lage)                       | SER       |                                 |                                                                                          | Kein Denkmalschutz. Denkmalschutz zu DDR-Zeiten nach der Wende aufgehoben. Ludwig Haller-Rechtern | Haus Dr.-Schmincke-Allee 7                                                     |
| Villa Dr.-Schmincke-Allee 8                         | Dr.-Schmincke-Allee 8 (Lage)                       | SER       | 1882/84                         | F. W. Eisold, August Große (Entwurf)                                                     | ED. Mietvilla | Villa Dr.-Schmincke-Allee 8                                                    |
| Villa Dr.-Schmincke-Allee 9                         | Dr.-Schmincke-Allee 9 (Lage)                       | SER       | 1873/75                         | August Große (Entwurf), F. W. Eisold (Bau)                                               | ED. Mietvilla mit Nebengebäude |                                                                                |
| Villa Dr.-Schmincke-Allee 10                        | Dr.-Schmincke-Allee 10 (Lage)                      | SER       | 1892–96                         | Gebrüder Ziller                                                                          | ED. Villa. Bewohner: Alfred Pasternak, Luise Pasternak | Villa Dr.-Schmincke-Allee 10                                                   |
| Villa Emma                                          | Dr.-Schmincke-Allee 11 (Lage)                      | SER       | 1893                            | Gebrüder Ziller                                                                          | ED. Mietvilla mit Holzveranda | Villa Emma, Dr.-Schmincke-Allee 11                                             |
| Villa Dr.-Schmincke-Allee 13                        | Dr.-Schmincke-Allee 13 (Lage)                      | SER       | 1892/93                         | Gebrüder Ziller                                                                          | ED. Mietvilla mit Einfriedung | Villa Dr.-Schmincke-Allee 13                                                   |
| Villa Dr.-Schmincke-Allee 16                        | Dr.-Schmincke-Allee 16 (Lage)                      | SER       | 1891–93                         | Gebrüder Ziller                                                                          | ED. Mietvilla mit Einfriedung | Villa Dr.-Schmincke-Allee 16                                                   |
| Villa Dr.-Schmincke-Allee 17                        | Dr.-Schmincke-Allee 17 (Lage)                      | SER       | um 1892                         | Gebrüder Ziller                                                                          | Kein Denkmalschutz. Villa mit Einfriedung | Villa Dr.-Schmincke-Allee 17                                                   |
| Villa Lotti                                         | Dr.-Schmincke-Allee 18 (Lage)                      | SER       | um 1890                         |                                                                                          | Kein Denkmalschutz. Villa mit Einfriedung. Eine der vier Villen, die errichtet wurden, um das Rondell Dr.-Schmincke-Allee einzufassen | Südost: Nr. 18 (Villa Lotti)                                                   |
| Mietvilla Dr.-Schmincke-Allee 19                    | Dr.-Schmincke-Allee 19 (Lage)                      | SER       | 1892–94                         | Gebrüder Ziller                                                                          | ED. Mietvilla mit Einfriedung. Eine der vier Villen, die errichtet wurden, um das Rondell Dr.-Schmincke-Allee einzufassen. Bewohner: Neumann Verlag | Mietvilla Dr.-Schmincke-Allee 19, am südwestlichen Rand des Fontainenplatzes.  |
| Villa Eduard Rost                                   | Dr.-Schmincke-Allee 20 (Lage)                      | SER       | 1890                            | F. W. Eisold                                                                             | ED. Villa mit Gartenhaus und Einfriedung. Eine der vier Villen, die errichtet wurden, um das Rondell Dr.-Schmincke-Allee einzufassen | Villa Dr.-Schmincke-Allee 20, am nordöstlichen Rand des Fontainenplatzes.      |
| Mietvilla Dr.-Schmincke-Allee 21                    | Dr.-Schmincke-Allee 21 (Lage)                      | SER       | 1892/93, 1935                   | Gebrüder Ziller, Patitz & Lötzsch (Umbau)                                                | ED. Mietvilla mit Einfriedung. Eine der vier Villen, die errichtet wurden, um das Rondell Dr.-Schmincke-Allee einzufassen. Bewohner: Clara von Dincklage-Campe | Mietvilla Dr.-Schmincke-Allee 21, am nordwestlichen Rand des Fontainenplatzes. |
| Villa Dr.-Schmincke-Allee 22                        | Dr.-Schmincke-Allee 22 (Lage)                      | SER       | 1892                            | Gebrüder Ziller                                                                          | ED. Villa mit Einfriedung | Villa Dr.-Schmincke-Allee 22                                                   |
| Villa Dr.-Schmincke-Allee 23                        | Dr.-Schmincke-Allee 23 (Lage)                      | SER       | 1891, 1930                      | Gebrüder Ziller, Max Czopka (Umbau)                                                      | ED. Villa mit Einfriedung | Villa Dr.-Schmincke-Allee 23                                                   |
| Mietvilla Dr.-Schmincke-Allee 27                    | Dr.-Schmincke-Allee 27 (Lage)                      | SER       | um 1890                         | Gebrüder Ziller                                                                          | Kein Denkmalschutz. Villa mit Einfriedung | Mietvilla Dr.-Schmincke-Allee 27                                               |
| Villa Robert Herrmann Bischoff                      | Eduard-Bilz-Straße 1 (Lage)                        | RAD       | 1890, 1904, 1909                | Robert Hermann Bischof, F. W. Eisold (Verandaumbau), Johannes Heinsius (Anbauten)        | ED. Villa mit Einfriedung |                                                                                |
| Mietvilla Otto Evers                                | Eduard-Bilz-Straße 3 (Lage)                        | RAD       | 1896/97                         | Carl Käfer                                                                               | ED. Mietvilla |                                                                                |
| Villa Eduard-Bilz-Straße 5                          | Eduard-Bilz-Straße 5 (Lage)                        | RAD       | 1885–87                         | Gebrüder Ziller                                                                          | ED. Villa |                                                                                |
| Mietvilla Eduard-Bilz-Straße 8                      | Eduard-Bilz-Straße 8 (Lage)                        | RAD       | 1883/84, 1909, 1936             | Robert Herrmann Bischoff                                                                 | ED. Villa mit Einfriedung |                                                                                |
| Mietvilla Alexander Egerland                        | Eduard-Bilz-Straße 9 (Lage)                        | RAD       | 1897                            | Gustav Röder                                                                             | ED. Mietvilla. Auf dem benachbarten Eckgrundstück Meißner Straße 96 errichtete Egerland ein Mietshaus. Bewohner: Albert Patitz |                                                                                |
| Villa Eduard-Bilz-Straße 18                         | Eduard-Bilz-Straße 18 (Lage)                       | RAD       | 1883, 1906                      | Gebrüder Ziller, Oskar Menzel (Anbau)                                                    | ED. Villa in Ecklage |                                                                                |
| Villa Eduard-Bilz-Straße 20                         | Eduard-Bilz-Straße 20 (Lage)                       | RAD       | 1873                            | Gebrüder Ziller                                                                          | ED. Landhausartige Villa mit Anbau |                                                                                |
| Sophienhof                                          | Eduard-Bilz-Straße 21 (Lage)                       | OBL       | 1877                            | Gebrüder Ziller                                                                          | ED. Villa mit Turm | Sophienhof, rechts die beiden Figurengruppen von Ernst March                   |
| Landhaus Eduard-Bilz-Straße 23                      | Eduard-Bilz-Straße 23 (Lage)                       | OBL       | 1905/06                         | Gebrüder Ziller (Entwurf Max Steinmetz)                                                  | ED. Mietvilla mit Einfriedung | Landhaus Eduard-Bilz-Straße 23                                                 |
| Villa Eduard-Bilz-Straße 27                         | Eduard-Bilz-Straße 27 (Lage)                       | OBL       | 1877                            | Gebrüder Ziller                                                                          | ED. Villa | Villa Eduard-Bilz-Straße 27                                                    |
| Villa Eduard-Bilz-Straße 28                         | Eduard-Bilz-Straße 28 (Lage)                       | SER       | 1877/81                         | Gebrüder Ziller                                                                          | ED. Villa mit Loggia, Skulpturen auf Konsolen | Villa Eduard-Bilz-Straße 28                                                    |
| Villa Eduard-Bilz-Straße 30                         | Eduard-Bilz-Straße 30 (Lage)                       | SER       | um 1877                         | Gebrüder Ziller                                                                          | Kein Denkmalschutz. Villa. Bewohner: Johann Hercules Samuel Torniamenti († 1890), ehemals Besitzer des Dresdner Café Reale. Seine Tornamienti-Stiftung an Kötzschenbroda bestand bis 1929 | Villa Eduard-Bilz-Straße 30                                                    |
| Villa Eduard-Bilz-Straße 31                         | Eduard-Bilz-Straße 31 (Lage)                       | OBL       | 1878                            | Gebrüder Ziller                                                                          | ED. Landhausartige Villa | Villa Eduard-Bilz-Straße 31                                                    |
| Villa Eduard-Bilz-Straße 33                         | Eduard-Bilz-Straße 33 (Lage)                       | OBL       | 1878                            | Gebrüder Ziller                                                                          | ED. Landhausartige Villa | Villa Eduard-Bilz-Straße 33                                                    |
| Villa Otto Hennig                                   | Eduard-Bilz-Straße 34 (Lage)                       | OBL       | 1882/84                         | Gebrüder Ziller                                                                          | ED. Villa. Bewohner: Marie Ziller (Elternhaus) | Villa Otto Hennig                                                              |
| Villa Eduard-Bilz-Straße 35                         | Eduard-Bilz-Straße 35 (Lage)                       | OBL       | 1880                            | Gebrüder Ziller                                                                          | ED. Landhausartige Villa. Bewohner: Hanns Max Hackenberger | Villa Eduard-Bilz-Straße 35                                                    |
| Villa Eduard-Bilz-Straße 36                         | Eduard-Bilz-Straße 36 (Lage)                       | OBL       | 1886                            | Gebrüder Ziller                                                                          | ED. Mietvilla (Veranda mit Jugendstil Verglasung). Bewohner: Hedwig von Schreibershofen | Villa Eduard-Bilz-Straße 36                                                    |
| Haus Rudell                                         | Eduard-Bilz-Straße 37 (Lage)                       | OBL       | 1878                            | Gebrüder Ziller                                                                          | ED. Villa mit Einfriedung. Geburtshaus von Georg Vitzthum von Eckstädt | Haus Rudell                                                                    |
| Villa Eugenie                                       | Eduard-Bilz-Straße 42 (Lage)                       | OBL       | um 1885                         | Gebrüder Ziller                                                                          | Kein Denkmalschutz. Bewohnerin: Magdalene Kreßner | Villa Eugenie                                                                  |
| Villa Falkenstein                                   | Eduard-Bilz-Straße 44 (Lage)                       | OBL       | 1888                            | Gebrüder Ziller                                                                          | ED. Villa, mit Pfeilern der Einfriedung und zwei Plastiken an der Eingangstreppe. Erwähnung im Dehio. Radebeuler Bauherrenpreis 1998 | Villa Falkenstein                                                              |
| Villa Sonnenhof                                     | Eduard-Bilz-Straße 46 (Lage)                       | OBL       | 1885/86                         | Gebrüder Ziller                                                                          | ED WLG. Villa mit Einfriedung und Garten. Radebeuler Bauherrenpreis 2010. Eigentümer: Richard Müller | Villa Sonnenhof                                                                |
| Haus Schönherr                                      | Eduard-Bilz-Straße 60 (Lage)                       | OBL       | 1931                            | Max Czopka                                                                               | ED. Wohnhaus. Seltenes Beispiel einer städtischen Villa im Stil der Moderne auf Radebeuler Gebiet. Erwähnung im Dehio | Haus Schönherr                                                                 |
| Landhaus Oskar Nitzsche                             | Eduard-Bilz-Straße 62 (Lage)                       | OBL       | 1909/10                         | Gebrüder Ziller (Entwurf Max Steinmetz)                                                  | ED. Wohnhaus | Villa Eduard-Bilz-Straße 62                                                    |
| Villa Einsteinstraße 2                              | Einsteinstraße 2 (Lage)                            | RAD       | um 1900, 1904                   | F. W. Eisold (Verandaanbau)                                                              | ED. Mietvilla mit Jugendstil Loggia | Villa Einsteinstraße 2                                                         |
| Mietvilla Einsteinstraße 6                          | Einsteinstraße 6 (Lage)                            | RAD       | 1900                            | Carl Käfer                                                                               | ED. Mietvilla | Mietvilla Einsteinstraße 6                                                     |
| Mietvilla August Herrmann                           | Einsteinstraße 8 (Lage)                            | RAD       | 1897/98                         | Carl Käfer                                                                               | ED. Mietvilla | Mietvilla August Herrmann                                                      |
| Mietvilla Einsteinstraße 9                          | Einsteinstraße 9 (Lage)                            | RAD       | 1896                            |                                                                                          | ED. Villa. Bewohner: Friedrich Ernst Todtenhaupt | Villa Einsteinstraße 9                                                         |
| Mietvilla Paul Gommlich                             | Einsteinstraße 12 (Lage)                           | RAD       | 1899                            | Carl Käfer                                                                               | ED. Mietvilla mit Einfriedung. Bewohner: Friedrich A. Bäßler | Mietvilla Paul Gommlich                                                        |
| Landhaus Einsteinstraße 14, 14a                     | Einsteinstraße 14, 14a (Lage)                      | RAD       | 1911/12, 1942/1944              | Bruno Findeisen, Max Czopka (Gewerbegebäude)                                             | ED. Doppelmietshaus. Einfamilien-Doppellandhaus | Landhaus Einsteinstraße 14, 14a                                                |
| Villa Heinrich Findeisen                            | Einsteinstraße 16 (Lage)                           | RAD       | 1902, 1921                      | Carl Käfer                                                                               | ED WLG. Villa mit markanter Jugendstilornamentik, Einfriedung, Garten | Villa Heinrich Findeisen                                                       |
| Zweifamilienwohnhaus Einsteinstraße 20              | Einsteinstraße 20 (Lage)                           | RAD       | 1929                            | Max Czopka (Entwurf), Alwin Höhne (Bau)                                                  | ED. Mietvilla | Zweifamilienwohnhaus Einsteinstraße 20                                         |
| Mietvilla Bernhard Voigt                            | Einsteinstraße 22 (Lage)                           | RAD       | 1903/04                         | Alfred Hoff                                                                              | ED. Mietvilla | Mietvilla Bernhard Voigt                                                       |
| Villa Walter Liebschner                             | Einsteinstraße 23 (Lage)                           | RAD       | 1937                            | Otto Anders                                                                              | ED. Villa mit Einfriedung | Villa Walter Liebschner                                                        |
| Mietvilla Paul Werner                               | Einsteinstraße 24 (Lage)                           | RAD       | 1903/04                         | Carl Käfer                                                                               | ED. Mietvilla mit Jugendstil Einfriedung | Mietvilla Paul Werner                                                          |
| Mietvilla Max Schulze                               | Einsteinstraße 26 (Lage)                           | RAD       | 1903, 1905                      | Carl Käfer, Johannes Heinsius (Verandaanbau)                                             | ED. Mietvilla mit Eingangstor | Mietvilla Max Schulze                                                          |
| Mietvilla Richard Fischer                           | Einsteinstraße 28 (Lage)                           | RAD       | 1903/04                         | Alfred Hoff                                                                              | ED. Mietvilla in Ecklage | Mietvilla Richard Fischer                                                      |
| Mietvilla Einsteinstraße 29                         | Einsteinstraße 29 (Lage)                           | RAD       | 1911–13                         | Franz Leukert                                                                            | ED. Mietvilla | Mietvilla Einsteinstraße 29                                                    |
| Mietvilla Heinrich Berger                           | Emil-Högg-Straße 7 (Lage)                          | OBL       | 1903/04                         | Carl Käfer                                                                               | ED. Mietvilla | Mietvilla Heinrich Berger                                                      |
| Mietvilla Emil-Högg-Straße 8                        | Emil-Högg-Straße 8 (Lage)                          | OBL       | 1900–03                         | Carl Käfer                                                                               | ED. Mietvilla | Mietvilla Emil-Högg-Straße 8                                                   |
| Villa Caroline                                      | Emil-Högg-Straße 10 (Lage)                         | OBL       | 1898/99                         | Carl Käfer                                                                               | ED. Mietvilla | Villa Caroline                                                                 |
| Mietvilla Emil-Högg-Straße 12                       | Emil-Högg-Straße 12 (Lage)                         | OBL       | 1897–1903                       | Carl Käfer                                                                               | ED. Mietvilla | Mietvilla Emil-Högg-Straße 12                                                  |
| Villa Emil-Högg-Straße 14                           | Emil-Högg-Straße 14 (Lage)                         | OBL       | 1936                            | Max Czopka                                                                               | ED. Villenartiges Wohnhaus in Ecklage | Villa Emil-Högg-Straße 14                                                      |
| Villa Carl Friedrich Reichelt                       | Emil-Högg-Straße 15 (Lage)                         | OBL       | 1902                            | F. W. Eisold                                                                             | ED. Mietvilla | Villa Carl Friedrich Reichelt                                                  |
| Mietvilla Emil-Högg-Straße 22                       | Emil-Högg-Straße 22 (Lage)                         | OBL       | um 1900                         |                                                                                          | ED. Mietvilla mit Einfriedung | Mietvilla Emil-Högg-Straße 22                                                  |
| Landhaus Arno Faber                                 | Freiligrathstraße 6 (Lage)                         | RAD       | 1909/10                         | Gebrüder Ziller (Entwurf Max Steinmetz)                                                  | ED. Mietshaus | Landhaus Arno Faber                                                            |
| Landhaus Friedlandstraße 1                          | Friedlandstraße 1 (Lage)                           | SER       | 1880, 1904–06                   | Gebrüder Ziller, Paul Ziller (Umbau)                                                     | ED. Villa | Landhaus Friedlandstraße 1                                                     |
| Villa Emilie                                        | Friedlandstraße 4 (Lage)                           | SER       | 1887                            | Gebrüder Ziller                                                                          | ED. Villa | Villa Emilie                                                                   |
| Villa Paul Tzschöckel                               | Friedlandstraße 7 (Lage)                           | SER       | 1911/12                         | Ferdinand Severitt                                                                       | ED. Villa | Villa Paul Tzschöckel                                                          |
| Landhaus Friedlandstraße 10                         | Friedlandstraße 10 (Lage)                          | SER       | 1885, 1927                      | Gebrüder Ziller, Otto Baer (Umbau)                                                       | ED. Mietshaus. Bewohner: Otto Baer | Landhaus Friedlandstraße 10                                                    |
| Mietvilla Fritz-Schulze-Straße 14                   | Fritz-Schulze-Straße 14 (Lage)                     | OBL       | 1901/02                         | Carl Käfer                                                                               | ED. Mietvilla |                                                                                |
| Villa Ernst Heine                                   | Fritz-Schulze-Straße 18 (Lage)                     | OBL       | 1900                            | Carl Käfer                                                                               | ED. Mietvilla |                                                                                |
| Fabrikantenvilla Bernhard Krause                    | Gartenstraße 24 (Lage)                             | RAD       | 1904/05                         | Carl Käfer                                                                               | ED. Fabrikantenvilla mit Einfriedung und Pforte | Villa Bernhard Krause                                                          |
| Mietvilla Franke & Berghold                         | Gartenstraße 46 (Lage)                             | RAD       | 1906                            | Benno Hübel                                                                              | ED. Fabrikantenvilla mit Einfriedung, Farbglasfenster erhalten (Fabrikantenvilla, Comptoir- und Wohngebäude) | Mietvilla Franke & Berghold                                                    |
| Villa Kelling                                       | Gartenstraße 77 (Lage)                             | RAD       | um 1925                         | Max Czopka                                                                               | ED. Fabrikantenvilla im Art-déco-Stil, mit reicher Ausstattung | Villa Gartenstraße 77                                                          |
| Villa Gellertstraße 2                               | Gellertstraße 2 (Lage)                             | RAD       | 1886                            | Gebrüder Ziller                                                                          | ED. Mietshaus mit Anbau | Villa Gellertstraße 2                                                          |
| Gutenberghaus                                       | Gellertstraße 3 (Lage)                             | RAD       | 1891                            | Gebrüder Ziller                                                                          | ED. Mietvilla | Gutenberghaus                                                                  |
| Mietvilla Marie Johanna Loebel                      | Gellertstraße 6 (Lage)                             | RAD       | 1888                            | Gebrüder Ziller                                                                          | ED. Mietvilla | Mietvilla Marie Johanna Loebel                                                 |
| Villa Selma                                         | Gellertstraße 7 (Lage)                             | RAD       | 1888                            | Gebrüder Ziller                                                                          | ED. Mietvilla | Villa Selma                                                                    |
| Villa Gellertstraße 9                               | Gellertstraße 9 (Lage)                             | RAD       | 1888/90, 1912                   | Gebrüder Ziller, Alwin Höhne (Anbau)                                                     | ED. Mietvilla | Villa Gellertstraße 9                                                          |
| Villa Charlotte, Villa Honymus                      | Goethestraße 1 (Lage)                              | RAD       | 1881/82, 1883, 1891–93          | Robert Hermann Bischof, Wilhelm Eisold (Eckrisalit)                                      | ED. Villa mit Nebengebäude | Villa Charlotte                                                                |
| Villa Goethestraße 4                                | Goethestraße 4 (Lage)                              | RAD       | 1892/93                         | Carl Käfer                                                                               | ED. Mietvilla mit Einfriedung | Villa Goethestraße 4                                                           |
| Mietvilla Carl Gottfried Köhler                     | Goethestraße 7 (Lage)                              | RAD       | 1894/95, 1911                   | F. W. Eisold, Johannes Eisold (Entwurf Erkeranbau)                                       | ED. Mietvilla | Mietvilla Carl Gottfried Köhler                                                |
| Villa Moritz Philipp                                | Goethestraße 9 (Lage)                              | RAD       | 1895                            | Carl Käfer                                                                               | ED. Mietshaus |                                                                                |
| Villa Karl Müller                                   | Goethestraße 10 (Lage)                             | RAD       | 1897–99                         | August Grafe                                                                             | ED. Mietshaus, Villa | Villa Karl Müller                                                              |
| Mietvilla Goethestraße 11                           | Goethestraße 11 (Lage)                             | RAD       | 1894/95                         | Gustav Röder                                                                             | ED. Mietvilla | Mietvilla Goethestraße 11                                                      |
| Villa Lina                                          | Goethestraße 12 (Lage)                             | RAD       | 1897–99, 1905, 1910             | August Grafe                                                                             | ED. Mietvilla mit Jugendstilveranda | Villa Lina                                                                     |
| Villa Albin Jentzsch                                | Goethestraße 34 (Lage)                             | RAD       | 1898, 1937                      | Oswald Haenel, Max Czopka (Ausbau)                                                       | ED. Villa | Villa für Albin Jentzsch                                                       |
| Landhaus Gohliser Straße 2                          | Gohliser Straße 2 (Lage)                           | SER       | um 1880                         |                                                                                          | ED. Mietvilla | Landhaus Gohliser Straße 2, 2015                                               |
| Villa Frieda                                        | Gohliser Straße 4 (Lage)                           | SER       | um 1875                         |                                                                                          | ED. Wohnhaus mit Nebengebäude. Landhausartige Villa | Villa Frieda                                                                   |
| Villa Gohliser Straße 8                             | Gohliser Straße 8 (Lage)                           | SER       | um 1880                         |                                                                                          | ED. Villa im Stil italienischer Renaissance. Erwähnung im Dehio | Villa Gohliser Straße 8                                                        |
| Villa Gohliser Straße 15                            | Gohliser Straße 15 (Lage)                          | SER       | um 1890                         |                                                                                          | ED. Mietshaus. Landhausartige Villa |                                                                                |
| Landhaus Max Gröger                                 | Graue-Presse-Weg 54 (Lage)                         | WAH       | 1932                            |                                                                                          | ED. Landhaus in Holzbauweise | Landhaus Max Gröger                                                            |
| Villa Tautzschgenhof                                | Graue-Presse-Weg 62 (Lage)                         | WAH       | 1911, 18. Jh. (älterer Putto)   | Georg Heinsius von Mayenburg (Entwurf), Johannes Eisold (Bau)                            | ED DNA. „Ursprünglich erhaltene Jugendstilvilla mit neobarocken Elementen“, mit Brunnenhäuschen, Putten und Garten. Wirtschaftsgebäude. Eigentümer Richard Seifert und Otto Walther | Villa Tautzschgenhof                                                           |
| Villa Emma                                          | Gutenbergstraße 16 (Lage)                          | OBL       | 1898                            | Paul Schadewitz                                                                          | ED. Mietshaus. Mietvilla | Villa Emma (Oberlößnitz)                                                       |
| Rathaus Oberlößnitz                                 | Hauptstraße 49 (Lage)                              | OBL       | 1900                            |                                                                                          | ED. Ehemaliges Oberlößnitzer Rathaus, später Mietvilla | Ehemaliges Oberlößnitzer Rathaus                                               |
| Villa Carl Hugo Haußhälter                          | Hauptstraße 53 (Lage)                              | OBL       | 1895/96                         | Carl Käfer                                                                               | ED DNA. Villa mit Einfriedung und Garten. Bewohner: Leo Bönhoff | Villa Carl Hugo Haußhälter                                                     |
| Villa Marie Quick                                   | Hauptstraße 58 (Lage)                              | OBL       | 1897                            | Carl Käfer                                                                               | ED. Mietvilla | Villa Marie Quick                                                              |
| Mietvilla Hauptstraße 62                            | Hauptstraße 62 (Lage)                              | OBL       | 1905                            | Johannes Heinsius                                                                        | ED. Mietvilla mit Einfriedung | Mietvilla Hauptstraße 62                                                       |
| Villa Marie                                         | Hauptstraße 64 (Lage)                              | OBL       | um 1890                         | Adolf Neumann                                                                            | ED. Mietvilla | Villa Marie (Oberlößnitz)                                                      |
| Mietvilla Haußigstraße 3                            | Haußigstraße 3 (Lage)                              | WAH       | um 1900                         |                                                                                          | ED. Mietvilla | Mietvilla Haußigstraße 3                                                       |
| Villa Hermann Schröder                              | Hellerstraße 7 (Lage)                              | RAD       | 1899, 1937                      | Carl Käfer, Max Czopka (Umbau)                                                           | ED. Mietvilla mit Einfriedung | Villa Hermann Schröder                                                         |
| Villa Rosa                                          | Hellerstraße 10 (Lage)                             | RAD       | 1895                            | Gustav Röder                                                                             | ED. Villa mit Pfeilern der Einfriedung | Villa Rosa                                                                     |
| Villa Hoflößnitzstraße 4                            | Hoflößnitzstraße 4 (Lage)                          | SER       | 1867                            | Gebrüder Ziller (Aufstockung)                                                            | ED WLG. Villa mit Nebengebäude, Garten und Einfriedung. Besitzer: Josef Rudolf Lewy-Hoffmann | Villa Hoflößnitzstraße 4, Südseite                                             |
| Villa Hoflößnitzstraße 6                            | Hoflößnitzstraße 6 (Lage)                          | SER       | 1865–67, 1907                   | Moritz Ziller, Johannes Heinsius (Anbauten)                                              | ED. Villa | Villa Hoflößnitzstraße 6                                                       |
| Landhaus Hoflößnitzstraße 47                        | Hoflößnitzstraße 47 (Lage)                         | OBL       | 1906/07                         | Johannes Heinsius                                                                        | ED. Mietvilla | Landhaus Hoflößnitzstraße 47                                                   |
| Landhaus Hugo Schubert                              | Hoflößnitzstraße 54 (Lage)                         | OBL       | 1909                            | Ernst Mehlig                                                                             | ED. Villenartiges Wohnhaus mit Einfriedung | Landhaus Hugo Schubert                                                         |
| Landhaus Hoflößnitzstraße 56                        | Hoflößnitzstraße 56 (Lage)                         | OBL       | 1912                            | Felix Sommer                                                                             | ED. Villa mit Einfriedung | Landhaus Hoflößnitzstraße 56                                                   |
| Villa Franziska                                     | Hoflößnitzstraße 58 (Lage)                         | OBL       | 1905/06                         | Paul Ziller (Entwurf), Adolf Lindner (Bau)                                               | ED. Mietvilla mit Einfriedung | Villa Franziska                                                                |
| Landhaus Oskar Petersohn                            | Hoflößnitzstraße 64 (Lage)                         | OBL       | 1913/14                         | Richard Gebler (Entwurf), Adolf Menzel (Bau)                                             | ED. Villenartiges Wohnhaus mit Einfriedung | Landhaus Oskar Petersohn                                                       |
| Haus Keyl                                           | Hoflößnitzstraße 68 (Lage)                         | OBL       | 1930/31                         | Franz Keyl (Entwurf), Alwin Noack (Bau)                                                  | ED. Villa mit Einfriedung | Haus Keyl                                                                      |
| Landhaus Carl Schampel                              | Hoflößnitzstraße 72 (Lage)                         | OBL       | 1906/07                         | F. W. Eisold                                                                             | ED SG WLG. Mietvilla mit Einfriedung | Landhaus Carl Schampel                                                         |
| Landhaus Alexander Mücke                            | Hohlweg 88b (Lage)                                 | OBL       | 1902                            | Alexander Mücke                                                                          | ED. Landhaus mit Garten und Einfriedung | Landhaus Alexander Mücke                                                       |
| Mietvilla Hölderlinstraße 1                         | Hölderlinstraße 1 (Lage)                           | RAD       | 1890/92, 1920, 1934             | Gebrüder Ziller, Alwin Höhne (Umbau), Max Czopka (Veranda)                               | ED. Mietvilla in Ecklage. Bewohner Eduard Decarli | Mietvilla Hölderlinstr. 1                                                      |
| Villa Lilys Heim                                    | Hölderlinstraße 2 (Lage)                           | RAD       | 1889/91                         | Gebrüder Ziller, Schnauder & Rohn                                                        | ED. Villa | Villa Lilys Heim                                                               |
| Villa Hölderlinstraße 4                             | Hölderlinstraße 4 (Lage)                           | RAD       | 1890/91                         | Gebrüder Ziller                                                                          | ED. Villa. Besitzer Fritz Lambert, Richard Lambert | Villa Hölderlinstr. 4                                                          |
| Villa Hölderlinstraße 8                             | Hölderlinstraße 8 (Lage)                           | RAD       | 1891/92                         | Gebrüder Ziller                                                                          | ED. Villa mit Einfriedung | Villa Hölderlinstr. 8                                                          |
| Villa Hölderlinstraße 9                             | Hölderlinstraße 9 (Lage)                           | RAD       | 1892/94                         | Gebrüder Ziller                                                                          | ED. Mietvilla | Villa Hölderlinstraße 9                                                        |
| Mietvilla Hermann Schwendler                        | Karl-Marx-Straße 4 (Lage)                          | RAD       | 1895                            | Adolf Neumann                                                                            | ED. Mietvilla | Mietvilla Hermann Schwendler                                                   |
| Mietvilla Karl-Marx-Straße 5                        | Karl-Marx-Straße 5 (Lage)                          | RAD       | 1898                            | Carl Käfer                                                                               | ED. Mietvilla | Mietvilla Karl-Marx-Straße 5                                                   |
| Mietvilla Albin Benndorf                            | Karl-Marx-Straße 6 (Lage)                          | RAD       | 1903/04                         | Carl Käfer                                                                               | ED. Mietvilla mit Einfriedung | Mietvilla Albin Benndorf                                                       |
| Mietvilla Karl-Marx-Straße 7                        | Karl-Marx-Straße 7 (Lage)                          | RAD       | 1896, 1962                      | Carl Käfer, Max Czopka (Ausbau)                                                          | ED. Mietvilla | Mietvilla Karl-Marx-Straße 7                                                   |
| Villa Constantia                                    | Karl-Marx-Straße 8 (Lage)                          | RAD       | 1911/12                         | Ferdinand Severitt                                                                       | ED. Mietvilla | Villa Constantia                                                               |
| Mietvilla Karl-Marx-Straße 10                       | Karl-Marx-Straße 10 (Lage)                         | RAD       | 1897                            | Carl Käfer                                                                               | ED. Mietvilla mit Veranda und Einfriedung | Mietvilla Karl-Marx-Straße 10                                                  |
| Landhaus Erhard Noack                               | Karl-Marx-Straße 16 (Lage)                         | RAD       | 1925                            | Alfred Tischer (Entwurf), Alwin Höhne (Bau)                                              | ED. Wohnhaus | Landhaus Erhard Noack                                                          |
| Villa Shatterhand, Villa Bärenfett                  | Karl-May-Straße 5 (Lage)                           | RAD       | 1893/94, 1925, 1933 Blockhaus   | Gebrüder Ziller, Max Czopka (Entwurf Umbau), Alwin Höhne (Umbau)                         | ED WLG. Karl-May-Museum. Villa Shatterhand (Erwähnung im Dehio), Villa Bärenfett, Karl-May-Hain. Villa, Blockhaus, Gartenanlage und gestaltete Grünanlage bzw. Hain. Bewohner: Karl May, Klara May | Villa „Shatterhand“                                                            |
| Villa Franz Edmund Sonntag                          | Karl-May-Straße 13 (Lage)                          | RAD       | 1894                            | Gebrüder Ziller                                                                          | ED. Villa | Villa Franz Edmund Sonntag                                                     |
| Landhaus Paul Horsella                              | Lessingstraße 9 (Lage)                             | RAD       | 1909/10                         | Max Herrmann, Conrad Baum                                                                | ED. Mietshaus | Landhaus Paul Horsella                                                         |
| Villa Agnes                                         | Lößnitzgrundstraße 2 (ehem. Nizzastraße 13) (Lage) | OBL       | 1879                            | Gebrüder Ziller                                                                          | ED. Villa mit Ecklaube. Bewohner: Karl May, Klara May | Villa Agnes, Gartenseite im Süden                                              |
| Landhaus Paul Günther                               | Lößnitzgrundstraße 13 (Lage)                       | OBL       | 1913                            | Alfred Große                                                                             | ED. Mietvilla mit Einfriedung | Landhaus Paul Günther                                                          |
| Villa Annabella                                     | Lößnitzgrundstraße 43 (Lage)                       | WAH       | 1896–98, 1934, 2001             | Hans Wallbaum                                                                            | ED. Villa am Hang und Stützmauer. Radebeuler Bauherrenpreis 2002 | Villa Annabella                                                                |
| Villa Lößnitzgrundstraße 47                         | Lößnitzgrundstraße 47 (Lage)                       | WAH       | um 1890                         |                                                                                          | ED. Villa | Villa Lößnitzgrundstraße 47                                                    |
| Mietvilla Curt Pönitzsch                            | Lößnitzgrundstraße 49 (Lage)                       | WAH       | 1903                            | Hugo Große                                                                               | ED. Villa | Mietvilla Curt Pönitzsch                                                       |
| Landhaus Heinrich Oswald Emil Günther               | Lößnitzgrundstraße 81 (Lage)                       | WAH       | 1887                            | Gebrüder Ziller                                                                          | ED. Villa | Landhaus Heinrich Oswald Emil Günther                                          |
| Villa Friedrich Hermann Clemens Fichtner            | Marienstraße 5 (Lage)                              | RAD       | 1894, 1896, 1904/05, 1967       | Julius Förster, Wilhelm Seifert (Anbau)                                                  | ED. Villa. 1967 Umbau zum Schulhort der Grundschule „Friedrich Schiller“, heute Kita „Märchenland“. Besitzer: Alfred Bergmann | Villa Friedrich Hermann Clemens Fichtner                                       |
| Mietvilla Friedrich Hermann Clemens Fichtner        | Marienstraße 7 (Lage)                              | RAD       | 1894                            | Julius Förster                                                                           | ED. Mietvilla | Mietvilla Friedrich Hermann Clemens Fichtner                                   |
| Haus Högg                                           | Marienstraße 12a (Lage)                            | RAD       | 1912                            | Emil Högg (Entwurf), Hans Gerlach (Bau)                                                  | ED. Villa. Eigentümer: Emil Högg | Haus Högg                                                                      |
| Mietvilla Marienstraße 18                           | Marienstraße 18 (Lage)                             | RAD       | 1894                            | Carl Käfer                                                                               | ED. Mietvilla |                                                                                |
| Villa Maxim-Gorki-Straße 16                         | Maxim-Gorki-Straße 16 (Lage)                       | OBL       | um 1895                         |                                                                                          | ED. Villa mit Einfriedung. Erwähnung im Dehio | Villa Maxim-Gorki-Straße 16                                                    |
| Villa Friedrich Wilhelm Barth                       | Maxim-Gorki-Straße 17 (Lage)                       | RAD       | 1887/88, 1900                   | Gebrüder Ziller, Otto Foerster (Umbau)                                                   | ED. Villa mit aufwendiger Veranda und Einfriedung | Villa Friedrich Wilhelm Barth                                                  |
| Villa Maxim-Gorki-Straße 25                         | Maxim-Gorki-Straße 25 (Lage)                       | RAD       | 1894/95                         | Carl Käfer                                                                               | ED. Villa |                                                                                |
| Landhaus Maxim-Gorki-Straße 28                      | Maxim-Gorki-Straße 28 (Lage)                       | OBL       | um 1905                         |                                                                                          | ED. Villa |                                                                                |
| Villa Moritz Hermann Schmidt                        | Maxim-Gorki-Straße 30 (Lage)                       | OBL       | 1891, 1899                      | Alfred Pusch                                                                             | ED. Ehemalige Fabrikantenvilla |                                                                                |
| Villa Paul Leinert                                  | Meißner Straße 21 (Lage)                           | RAD       | 1897                            | Fritz Mühlberg                                                                           | ED. Landhausartige Fabrikantenvilla mit Einfriedung | Villa Paul Leinert                                                             |
| Teehaus                                             | Meißner Straße 47 (Lage)                           | RAD       | 1889                            | Carl Käfer (Entwurf), F. W. Eisold (Bau)                                                 | ED. Fabrikantenvilla mit Einfriedung | Das Teehaus, die Fabrikantenvilla von Otto E. Weber                            |
| Villa Gustav Thoenes                                | Meißner Straße 57 (Lage)                           | RAD       | 1888/89                         | Gebrüder Ziller                                                                          | ED DNA. Villa mit Brunnen, Garten und Einfriedung. Bewohner: Gustav Thoenes | Villa Gustav Thoenes                                                           |
| Villa Gotthold Schilling                            | Meißner Straße 59 (Lage)                           | RAD       | 1893, Ende 1920er J.            |                                                                                          | ED. Villa mit Brunnen, Garten und Einfriedung | Villa von Gotthold Schilling                                                   |
| Villa Henriette                                     | Meißner Straße 101 (Lage)                          | RAD       | 1884, 1892                      | Carl Moritz Hoyer                                                                        | ED. Villa | Villa Henriette                                                                |
| Villa Grahl                                         | Meißner Straße 103 (Lage)                          | RAD       | 1891                            | F. W. Eisold                                                                             | ED. Landhausartige Villa, eingeschossig mit erhöhtem Mittelteil | Villa Grahl                                                                    |
| Mietvilla Johannes Eisold                           | Meißner Straße 143 (Lage)                          | SER       | 1911                            | Johannes Eisold                                                                          | ED. Mietvilla mit Einfriedung. Besitzer: Johannes Eisold. Bewohner: Karl Heinrich Wäntig | Mietvilla Johannes Eisold                                                      |
| Villa Mozartstraße 1                                | Mozartstraße 1 (Lage)                              | SER       | 1900/01, 1925                   | Carl Käfer, Heinrich Georg Ullrich (Umbau)                                               | ED. Villa | Villa Mozartstraße 1                                                           |
| Landhaus Mozartstraße 2                             | Mozartstraße 2 (Lage)                              | SER       | 1926/27                         | F. W. Eisold                                                                             | ED. Villa mit Einfriedung | Landhaus Mozartstraße 2                                                        |
| Villa Mozartstraße 3                                | Mozartstraße 3 (Lage)                              | SER       | 1903                            | Carl Käfer, Heinrich Georg Ullrich (Umbau)                                               | ED. Mietvilla | Villa Mozartstraße 3                                                           |
| Landhaus Bernhard Kraetzner                         | Mozartstraße 6 (Lage)                              | SER       | 1910                            | Gebrüder Ziller (Entwurf Max Steinmetz)                                                  | ED. Villa. Radebeuler Bauherrenpreis 2003 | Landhaus Bernhard Kraetzner                                                    |
| Villa Mozartstraße 7                                | Mozartstraße 7 (Lage)                              | SER       | 1907/08                         | Johannes Heinsius                                                                        | ED. Villa | Villa Mozartstraße 7                                                           |
| Einfamilienhaus Edna Fromm                          | Mozartstraße 8 (Lage)                              | SER       | 1930/31                         | Johannes Eisold                                                                          | ED. Villa mit Einfriedung | Einfamilienhaus Edna Fromm                                                     |
| Landhaus Johannes Prüm                              | Mozartstraße 11 (Lage)                             | SER       | 1913/14                         | Fritz Heusinger (Entwurf), Alwin Höhne (Bau)                                             | ED. Mietvilla mit Einfriedung | Landhaus Johannes Prüm                                                         |
| Villa Nizzastraße 6                                 | Nizzastraße 6 (Lage)                               | OBL       | 1880/81                         | Gebrüder Ziller                                                                          | ED. Villa in Ecklage, massive Teile der Einfriedung | Villa Nizzastraße 6                                                            |
| Villa Nizzastraße 7                                 | Nizzastraße 7 (Lage)                               | OBL       | 1879/80                         | Gebrüder Ziller                                                                          | ED. Villa mit Einfriedung, in Ecklage | Villa Nizzastraße 7                                                            |
| Villa Nizzastraße 9                                 | Nizzastraße 9 (Lage)                               | OBL       | 1879/80, 1898                   | Gebrüder Ziller, F. A. Bernhard Große (Anbau)                                            | ED. Villa mit Einfriedung | Villa Nizzastraße 9                                                            |
| Villa Nizzastraße 10                                | Nizzastraße 10 (Lage)                              | OBL       | 1883                            | Gebrüder Ziller                                                                          | ED. Villa mit Einfriedung | Villa Nizzastraße 10                                                           |
| Villa Nizzastraße 11                                | Nizzastraße 11 (Lage)                              | OBL       | 1879/80                         | Gebrüder Ziller                                                                          | ED. Villa mit Einfriedung. Bewohner: Pauline Ziller (jüngere Schwester) | Villa Nizzastraße 11                                                           |
| Villa Nizzastraße 12                                | Nizzastraße 12 (Lage)                              | OBL       | 1880/81                         | Gebrüder Ziller                                                                          | ED. Villa mit Einfriedung | Villa Nizzastraße 12                                                           |
| Landhaus Joseph Kostlan                             | Nizzastraße 19 (Lage)                              | SER       | 1925–27                         | Max Herrmann (Entwurf), Alwin Höhne (Bau)                                                | ED. Villa mit Einfriedung | Landhaus Joseph Kostlan                                                        |
| Villa Nizzastraße 30                                | Nizzastraße 30 (Lage)                              | SER       | 1891/92                         | Gebrüder Ziller                                                                          | ED. Villa | Mietvilla Nizzastraße 30                                                       |
| Villa Pestalozzistraße 11a                          | Pestalozzistraße 11, 11a (Lage)                    | RAD       | 1904                            | Paul Becher                                                                              | ED. Wohnhaus (Nr. 11, Mietshaus), Gartenhaus (Nr. 11a, villenartig) und Einfriedung | Pestalozzistr 11a                                                              |
| Mietvilla Pestalozzistraße 12                       | Pestalozzistraße 12 (Lage)                         | RAD       | 1873, 1902, 1946                | G. Carl & A. Rönitz, Gebrüder Ziller (Entwurf Max Steinmetz) (Verandaanbau)              | ED. Mietvilla | Mietvilla Pestalozzistraße 12                                                  |
| Mietvilla Pestalozzistraße 16                       | Pestalozzistraße 16 (Lage)                         | RAD       | um 1905                         |                                                                                          | ED. Mietvilla |                                                                                |
| Villa Pestalozzistraße 18                           | Pestalozzistraße 18 (Lage)                         | RAD       | um 1890                         |                                                                                          | ED. Villa mit Einfriedung |                                                                                |
| Villa Pestalozzistraße 39                           | Pestalozzistraße 39 (Lage)                         | SER       | 1879/81                         | Gebrüder Ziller (Entwurf), F. W. Eisold (Bau)                                            | ED. Villenartiges Wohnhaus | Villa Pestalozzistraße 39                                                      |
| Villa Pestalozzistraße 45                           | Pestalozzistraße 45 (Lage)                         | SER       | 1895                            | F. W. Eisold                                                                             | ED. Villa | Villa Pestalozzistraße 45                                                      |
| Villa Pestalozzistraße 47                           | Pestalozzistraße 47 (Lage)                         | SER       | 1890                            | F. W. Eisold, Wilhelm Eisold (Entwurf)                                                   | ED. Villa | Villa Pestalozzistraße 47                                                      |
| Villa Rathenaustraße 2                              | Rathenaustraße 2 (Lage)                            | RAD       | 1889                            | Gustav Röder                                                                             | ED. Villa mit Einfriedung |                                                                                |
| Villa Reichsstraße 9                                | Reichsstraße 9 (Lage)                              | OBL       | 1893                            | Carl Käfer                                                                               | ED. Mietvilla mit Einfriedung |                                                                                |
| Villa Reichsstraße 15                               | Reichsstraße 15 (Lage)                             | OBL       | 1894                            | Carl Käfer                                                                               | ED. Villa mit Einfriedung |                                                                                |
| Mietvilla Reichsstraße 21                           | Reichsstraße 21 (Lage)                             | OBL       | 1893                            | Hermann Menzel                                                                           | ED. Mietvilla |                                                                                |
| Zweifamilienhaus Mehring                            | Richard-Wagner-Straße 11 (Lage)                    | SER       | 1932/33                         | Rudolf Zacek                                                                             | ED. Villa mit Pergola, Hintergebäude und Garten | Zweifamilienhaus Mehring                                                       |
| Villa Ernst Meißner                                 | Richard-Wagner-Straße 13 (Lage)                    | SER       | 1892–94, 1897                   | Friedrich Ernst Meißner                                                                  | ED. Villa mit Einfriedung | Villa Friedrich Ernst Meißner                                                  |
| Villa W. B. Nettelbeck                              | Roseggerstraße 1a (Lage)                           | SER       | 1904–07                         | F. W. Eisold, Wilhelm Eisold (Entwurf)                                                   | ED. Mietvilla mit Einfriedung | Villa W. B. Nettelbeck                                                         |
| Haus Gertrud                                        | Roseggerstraße 3 (Lage)                            | SER       | 1907/08                         | Oskar Menzel (Entwurf), F. W. Eisold (Bau)                                               | ED. Villa mit Einfriedung | Haus Gertrud                                                                   |
| Landhaus Roseggerstraße 4                           | Roseggerstraße 4 (Lage)                            | SER       | 1903–07                         | Oskar Menzel (Entwurf), F. W. Eisold (Bau)                                               | ED. Villa mit Einfriedung | Landhaus Roseggerstraße 4                                                      |
| Villa Roseggerstraße 5                              | Roseggerstraße 5 (Lage)                            | SER       | 1908                            | Oskar Menzel (Entwurf), F. W. Eisold (Bau)                                               | ED. Mietvilla mit Einfriedung | Villa Roseggerstraße 5                                                         |
| Mietvilla Roseggerstraße 8                          | Roseggerstraße 8 (Lage)                            | SER       | 1903/04                         | Oskar Menzel (Entwurf), F. W. Eisold (Bau)                                               | ED. Mietvilla mit Einfriedung | Villa Roseggerstraße 8                                                         |
| Villa Rosenstraße 3                                 | Rosenstraße 3 (Lage)                               | SER       | 1894–98                         | Gebrüder Ziller                                                                          | ED. Villa | Villa Rosenstraße 3                                                            |
| Villa Rosenstraße 9                                 | Rosenstraße 9 (Lage)                               | SER       | 1900/01                         | Gebrüder Ziller                                                                          | ED. Mietvilla | Villa Rosenstraße 9                                                            |
| Landhaus Max Steinmetz                              | Rosenstraße 11 (Lage)                              | SER       | 1907                            | Gebrüder Ziller (Entwurf Max Steinmetz)                                                  | ED. Mietshaus. Bewohner: Max Steinmetz | Landhaus Max Steinmetz                                                         |
| Villa Rosenstraße 15                                | Rosenstraße 15 (Lage)                              | SER       | 1907/08                         | Johannes Heinsius (Entwurf), Paul Becher (Bau)                                           | ED. Villa | Villa Rosenstraße 15                                                           |
| Villa Rosenstraße 16                                | Rosenstraße 16 (Lage)                              | SER       | 1899/1900, 1933–35              | Gebrüder Ziller, Max Czopka (Veranda)                                                    | ED. Villa | Villa Rosenstraße 16                                                           |
| Villa Rosenstraße 17                                | Rosenstraße 17 (Lage)                              | SER       | 1906/07, 1947                   | Johannes Heinsius, Max Czopka (Ausbau)                                                   | ED. Villa | Villa Rosenstraße 17                                                           |
| Villa Rosenstraße 18                                | Rosenstraße 18 (Lage)                              | SER       | 1904/05                         | Gebrüder Ziller (Entwurf Max Steinmetz)                                                  | ED. Mietvilla. Bewohnerin: Alice Sommer | Villa Rosenstraße 18                                                           |
| Mietvilla Sachsenstraße 20                          | Sachsenstraße 20 (Lage)                            | OBL       | 1892                            |                                                                                          | ED. Mietvilla | Mietvilla Sachsenstraße 20                                                     |
| Villa Henriette                                     | Sachsenstraße 22 (Lage)                            | OBL       | 1896                            |                                                                                          | ED. Mietvilla | Villa Henriette                                                                |
| Villa Sarolta                                       | Schildenstraße 2 (Lage)                            | RAD       | 1872/73, 1877                   | Julius Otto Schließer                                                                    | ED. Villa in Ecklage | Villa Sarolta                                                                  |
| Mietvilla August Ehregott Neumann                   | Schildenstraße 6 (Lage)                            | RAD       | 1900/01                         | Carl Käfer                                                                               | ED. Mietvilla in Ecklage | Mietvilla August Ehregott Neumann                                              |
| Villa Schildenstraße 6a                             | Schildenstraße 6a (Lage)                           | RAD       | um 1905                         |                                                                                          | ED. Villa | Villa Schildenstraße 6a                                                        |
| Villa Ferdinand Luther                              | Schillerstraße 17 (Lage)                           | RAD       | 1897, 1910, 1927                | Leopold Schließer                                                                        | ED. Mietvilla. Bewohner: Karl Emil Kirchner | Villa Ferdinand Luther                                                         |
| Villa August Koebig                                 | Schillerstraße 18 (Lage)                           | RAD       | 1900/01                         | Oswald Haenel (Entwurf), Gebrüder Ziller (Bau)                                           | ED. Mietvilla mit hölzerner Vorhalle. Bewohner: August Koebig | Villa von August Koebig                                                        |
| Mietvilla Schillerstraße 19                         | Schillerstraße 19 (Lage)                           | RAD       | 1898–1900                       | Carl Käfer                                                                               | ED. Mietvilla | Mietvilla Schillerstraße 19                                                    |
| Mietvilla Schillerstraße 20                         | Schillerstraße 20 (Lage)                           | RAD       | um 1895                         |                                                                                          | ED. Mietvilla | Mietvilla Schillerstraße 20                                                    |
| Mietvilla Schillerstraße 21                         | Schillerstraße 21 (Lage)                           | RAD       | 1899                            | Carl Käfer                                                                               | ED. Mietvilla | Mietvilla Schillerstraße 21                                                    |
| Mietvilla Schillerstraße 22                         | Schillerstraße 22 (Lage)                           | RAD       | um 1905                         |                                                                                          | ED. Mietvilla mit Einfriedung | Mietvilla Schillerstraße 22                                                    |
| Landhaus Max Hupe                                   | Schillerstraße 29 (Lage)                           | RAD       | 1925                            | Kaping & Ruhl                                                                            | ED. Villa mit Garten und Einfriedung | Landhaus Max Hupe                                                              |
| Villa Gustav Adolph Haenssel                        | Schumannstraße 3 (Lage)                            | RAD       | 1897                            | Gebrüder Ziller                                                                          | ED. Mietvilla mit Einfriedung | Villa Gustav Adolph Haenssel                                                   |
| Villa Johann August Möbius                          | Schumannstraße 5 (Lage)                            | RAD       | 1896                            | Gebrüder Ziller                                                                          | ED. Mietvilla mit Einfriedung |                                                                                |
| Mietvilla Emil Mütze                                | Serkowitzer Straße 54 (Lage)                       | SER       | 1893                            |                                                                                          | ED. Mietvilla | Mietvilla Emil Mütze                                                           |
| Birkenhof                                           | Spitzhausstraße 28 (Lage)                          | OBL       | 1910, 1921–25, 1928             | Friedrich Wagner-Poltrock                                                                | ED DNA. Villa mit Terrassengestaltung, Gartenarchitektur mit Brunnen, Pflanzkübel, Resten originaler Wegeführung, Mauern mit zwei Pavillons, dazu Terrassierung des Weinbergs und Bassin in seitlichem Taleinschnitt | Birkenhof                                                                      |
| Landhaus Arelis van Egmond                          | Steinbachstraße 7 (Lage)                           | SER       | 1923/25                         | Alfred Tischer (Entwurf), Johannes Eisold (Bau)                                          | ED. Mietshaus |                                                                                |
| Landhaus Steinbachstraße 11                         | Steinbachstraße 11 (Lage)                          | SER       | 1912/16                         | F. W. Eisold                                                                             | ED. Mietvilla | Landhaus Steinbachstraße 11                                                    |
| Landhaus Steinbachstraße 16                         | Steinbachstraße 16 (Lage)                          | SER       | 1910/12                         | F. W. Eisold, Heino Otto (Entwurf)                                                       | ED. Villa mit Einfriedung | Landhaus Steinbachstraße 16                                                    |
| Villa Steinbachstraße 18                            | Steinbachstraße 18 (Lage)                          | SER       | 1909/10                         | F. W. Eisold                                                                             | ED. Mietvilla mit Einfriedung | Landhaus Steinbachstraße 18                                                    |
| Villa Hermann Metzke                                | Straße des Friedens 55 (Lage)                      | SER       | 1912, 1926                      | F. W. Eisold, J. Arthur Bohlig (Entwurf), Max Czopka (Anbau)                             | ED. Mietvilla mit Einfriedung | Villa Hermann Metzke                                                           |
| Landhaus Donat Georg Jarschel                       | Straße des Friedens 56 (Lage)                      | SER       | 1925                            | F. W. Eisold                                                                             | ED. Villa | Landhaus Donat Georg Jarschel                                                  |
| Villa Carl Burk                                     | Straße des Friedens 57 (Lage)                      | SER       | 1902/05, 1932/33                | F. W. Eisold, Max Czopka (Umbau Mietvilla)                                               | ED. Mietvilla mit Einfriedung | Villa Carl Burk                                                                |
| Villa Straße des Friedens 59                        | Straße des Friedens 59 (Lage)                      | SER       | 1902/04                         | F. W. Eisold                                                                             | ED. Mietvilla mit Einfriedung | Villa Straße des Friedens 59                                                   |
| Haus Friedheim                                      | Waldstraße 32 (Lage)                               | OBL       | 1862, 1874                      | Moritz Ziller, E. Adam                                                                   | ED. Landhausartige Villa mit Einfriedung |                                                                                |
| Mietvilla Johann Gottfried Böthgen                  | Wasastraße 38 (Lage)                               | SER       | 1902/03                         | Oskar Menzel                                                                             | ED. Mietvilla. Bewohner: Max Brösel |                                                                                |
| Mietvilla Friedrich Hermann Seiler                  | Wasastraße 45 (Lage)                               | SER       | 1897                            |                                                                                          | ED. Mietvilla |                                                                                |
| Mietvilla Wasastraße 46                             | Wasastraße 46 (Lage)                               | SER       | 1899                            |                                                                                          | ED. Mietvilla |                                                                                |
| Villa Ernst Berthold                                | Wasastraße 49 (Lage)                               | SER       | 1896/03                         | Gebrüder Ziller                                                                          | ED. Mietvilla mit Einfriedung, in Ecklage |                                                                                |
| Landhaus Paul Michael                               | Wasastraße 55 (Lage)                               | SER       | 1903/04                         | Gebrüder Ziller (Entwurf Max Steinmetz)                                                  | ED. Villa |                                                                                |
| Mietvilla Wasastraße 59                             | Wasastraße 59 (Lage)                               | SER       | 1899/1900                       | Gebrüder Ziller                                                                          | ED. Villa |                                                                                |
| Landhaus Wasastraße 64                              | Wasastraße 64 (Lage)                               | SER       | 1903/04                         | Gebrüder Ziller (Entwurf Max Steinmetz)                                                  | ED. Villa | Landhaus Wasastraße 64                                                         |
| Mietvilla Wasastraße 67                             | Wasastraße 67 (Lage)                               | SER       | 1900/01                         | Gebrüder Ziller                                                                          | ED. Mietvilla | Mietvilla Wasastraße 67                                                        |
| Mietvilla Wasastraße 68                             | Wasastraße 68 (Lage)                               | SER       | 1898–1900                       | Gebrüder Ziller                                                                          | ED. Mietvilla | Mietvilla Wasastraße 68                                                        |
| Landhaus Julius Caspar                              | Weinbergstraße 3 (Lage)                            | OBL       | 1913                            | Oskar Menzel (Entwurf), Johannes Eisold (Bau)                                            | ED. Villa mit Einfriedung | Landhaus Julius Caspar                                                         |
| Landhaus Paul Papst                                 | Weinbergstraße 5 (Lage)                            | OBL       | 1912                            | Schnauder & Rohn                                                                         | ED. Villa mit Teilen der Einfriedung | Landhaus Paul Papst                                                            |
| Villa Theodor Behrens                               | Weinbergstraße 9 (Lage)                            | OBL       | 1906                            | Carl Käfer                                                                               | ED. Villa mit Einfriedung | Villa Theodor Behrens                                                          |
| Villa Elisabeth                                     | Weinbergstraße 18 (Lage)                           | OBL       | um 1880                         |                                                                                          | ED. Villa | Villa Elisabeth, vom oberhalb gelegenen Eggersweg aus                          |
| Haus Jordan                                         | Weinbergstraße 26, 26b (Lage)                      | OBL       | 1866/67                         | Moritz Ziller                                                                            | ED DNA. Villa mit Park und Einfriedung, 26b Nördlicher Anbau. Erwähnung im Dehio | Haus Jordan                                                                    |
| Landhaus Richard Lange                              | Weinbergstraße 32, 32a (Lage)                      | OBL       | 1909/10                         | Gebrüder Ziller (Entwurf Max Steinmetz)                                                  | ED. Wohnhaus. Bewohner: Richard Lange | Landhaus für Richard Lange                                                     |
| Villa Oswald Haenel                                 | Weinbergstraße 40 (Lage)                           | OBL       | 1894/95                         | Oswald Haenel (Entwurf), Gebrüder Ziller (Bau)                                           | ED DNA. Villa, Garten, Einfriedungsmauer und Statue der Fortuna. Wohn- und Bürositz von Oswald Haenel. Radebeuler Bauherrenpreis 2005 | Zillervilla in der Weinbergstraße 40, von und für Oswald Haenel                |
| Villa Friedenshain                                  | Weinbergstraße 42 (Lage)                           | OBL       | um 1860, 1894/95                | Oswald Haenel (Umbau-Entwurf), Gebrüder Ziller (Umbau)                                   | ED. Landhaus | Villa Friedenshain                                                             |
| Einfamilienhaus Weinbergstraße 46                   | Weinbergstraße 46 (Lage)                           | OBL       | 1934                            | Alfred Tischer                                                                           | ED. Villa mit Anbau, Garten und Einfriedungsmauer | Einfamilienhaus Weinbergstraße 46                                              |
| Landhaus Weintraubenstraße 3                        | Weintraubenstraße 3 (Lage)                         | SER       | 1905                            | F. W. Eisold                                                                             | ED. Mietvilla und Einfriedung | Landhaus Weintraubenstraße 3                                                   |
| Mietvilla Weintraubenstraße 4                       | Weintraubenstraße 4 (Lage)                         | SER       | 1903/04, 1912                   |                                                                                          | ED. Mietvilla mit Einfriedung | Mietvilla Weintraubenstraße 4                                                  |
| Landhaus Weintraubenstraße 5                        | Weintraubenstraße 5 (Lage)                         | SER       | 1912/13                         | Oskar Menzel (Entwurf), F. W. Eisold (Bau)                                               | ED. Villa mit Einfriedung | Landhaus Weintraubenstraße 5                                                   |
| Mietvilla Weintraubenstraße 6                       | Weintraubenstraße 6 (Lage)                         | SER       | 1901/02                         |                                                                                          | ED. Mietvilla. Eigentümer: Ludwig von Lossow | Mietvilla Weintraubenstraße 6                                                  |
| Landhaus Max Schneider                              | Weintraubenstraße 7 (Lage)                         | SER       | 1918–20                         | Luther & Scholz                                                                          | ED. Mietvilla mit Teilen der Einfriedung? | Landhaus Max Schneider                                                         |
| Landhaus Weintraubenstraße 9                        | Weintraubenstraße 9 (Lage)                         | SER       | 1912                            | F. W. Eisold                                                                             | ED. Villa mit Einfriedung | Landhaus Weintraubenstraße 9                                                   |
| Mietvilla Bruno Hörning                             | Wettinstraße 9 (Lage)                              | OBL       | 1894                            | Adolf Neumann                                                                            | ED. Villa (Plastik an der Südwand). Radebeuler Bauherrenpreis 2011 | Mietvilla Carl Bruno Hörnig                                                    |
| Landhaus Wettinstraße 12                            | Wettinstraße 12 (Lage)                             | OBL       | 1915                            | Felix Sommer                                                                             | ED. Villenartiges Wohnhaus mit Einfriedung | Landhaus Wettinstraße12                                                        |
| Landhaus Wettinstraße 14                            | Wettinstraße 14 (Lage)                             | OBL       | 1914                            | Felix Sommer                                                                             | ED. Villenartiges Wohnhaus mit Einfriedung | Landhaus Wettinstraße 14                                                       |
| Landhaus Johannes Humann                            | Wettinstraße 15 (Lage)                             | OBL       | 1914                            | Ferdinand Severitt (Entwurf), Ernst Mehlig (Bau)                                         | ED. Villenartiges Wohnhaus | Landhaus Johannes Humann                                                       |
| Villa Lindemann                                     | Wettinstraße 16 (Lage)                             | OBL       | 1900/01, 1930                   | Carl Käfer, Alfred Tischer (Verandaumbau)                                                | ED. Mietvilla mit Teilen der Einfriedung | Villa Lindemann                                                                |
| Mietvilla Oswald Paul Kreißig                       | Wettinstraße 19 (Lage)                             | OBL       | 1896                            | Gustav Röder                                                                             | ED. Mietvilla | Mietvilla Oswald Paul Kreißig                                                  |
| Landhaus von dem Bussche                            | Wettinstraße 22 (Lage)                             | OBL       | 1912                            | Fritz Heusinger (Entwurf), Ernst Mehlig (Bau)                                            | ED. Villenartiges Wohnhaus Holzverkleidung im OG | Landhaus von dem Bussche                                                       |
| Villa Clemens Walther                               | Wichernstraße 5 (Lage)                             | RAD       | 1884                            | Franz Rothe                                                                              | ED. Villa | Villa Clemens Walther                                                          |
| Villa Marianne                                      | Wichernstraße 6b (Lage)                            | RAD       | 1896                            |                                                                                          | ED. Villa mit Einfriedung. Besitzer: Richard Seifert | Villa Marianne                                                                 |
| Mietvilla Wichernstraße 7                           | Wichernstraße 7 (Lage)                             | RAD       | 1903                            | Oskar Menzel                                                                             | ED. Mietvilla | Mietvilla Wichernstraße 7                                                      |
| Mietvilla Wichernstraße 18                          | Wichernstraße 18 (Lage)                            | RAD       | um 1895                         |                                                                                          | ED. Mietshaus. Mietvilla | Mietvilla Wichernstraße 18                                                     |
| Mietvilla Wichernstraße 20                          | Wichernstraße 20 (Lage)                            | RAD       | um 1895                         |                                                                                          | ED. Mietshaus mit Einfriedung. Mietvilla | Mietvilla Wichernstraße 20                                                     |
| Mietvilla Heinrich Gustav Kretzschmar               | Zinzendorfstraße 1 (Lage)                          | RAD       | 1880                            |                                                                                          | ED. Mietvilla mit Einfriedung, in Ecklage | Mietvilla Heinrich Gustav Kretzschmar                                          |
| Villa Zinzendorfstraße 7                            | Zinzendorfstraße 7 (Lage)                          | RAD       | um 1895                         |                                                                                          | ED. Villa | Villa Zinzendorfstraße 7                                                       |
| Villa Franz Rothe                                   | Zinzendorfstraße 8 (Lage)                          | RAD       | 1883/84                         | F. A. Bernhard Große                                                                     | ED. Villa | Villa Franz Rothe                                                              |
| Mietvilla Zinzendorfstraße 13                       | Zinzendorfstraße 13 (Lage)                         | RAD       | 1898–1900                       | Gustav Röder                                                                             | ED. Villa mit Einfriedung | Mietvilla Zinzendorfstraße 13                                                  |
| Villa Ljosalfaheim                                  | Zinzendorfstraße 15 (Lage)                         | RAD       | 1898                            | Gustav Röder                                                                             | ED. Villa mit Einfriedung | Villa Ljosalfaheim                                                             |
| Villa Kolbe                                         | Zinzendorfstraße 16 (Lage)                         | RAD       | 1890/91                         | Otto March (Entwurf), Gebrüder Ziller (Baugewerke)                                       | ED WLG. Villa mit Garten und Einfriedung. Erwähnung im Dehio. Bewohner: Carl Kolbe | Villa Kolbe, von Nordwesten                                                    |
| Villa Bernhard Große                                | Zinzendorfstraße 17 (Lage)                         | RAD       | 1894, 1919, 1935/36             | F. W. Eisold, Johannes Eisold (Umbau), Alwin Höhne (Modernisierung)                      | ED. Villa mit Einfriedung, 1919 im Besitz von Johannes Eisold | Villa Bernhard Große in Radebeul                                               |